# Dolichorhynchops
Dolychorhynchops (letteralmente "faccia dal muso lungo") è un genere di plesiosauri vissuti nel Nord America, nel Mare interno occidentale (Western Interior Seaway), nell'odierna parte centrale degli Stati Uniti e del Canada, durante il Cretaceo. Questi animali si estinsero all'incirca 65 milioni di anni fa insieme agli altri plesiosauri e alla maggior parte delle creature che abitavano la terraferma.
Al genere vengono ascritte tre specie, tutte lunghe all'incirca 4.5 metri, per un peso totale da vive stimato attorno ai 230 chilogrammi.

## Animali vivipari
Resti fossili di Dolychorhynchops hanno dimostrato che i plesiosauri davano alla luce piccoli già formati. Fossili di piccoli di Dolychorhynchops non ancora nati sono stati trovati dentro la cavità corporea della madre. I Dolychirhynchops partorivano probabilmente due o tre cuccioli relativamente grandi alla volta, in acque costiere; i giovani, poi, rimanevano nelle acque basse sotto la protezione delle madri, fino a quando non erano cresciuti abbastanza per seguire le loro prede quando migravano.

## Prede e predatori

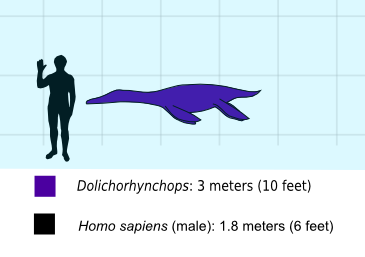
Dimensioni in rapporto ad un essere umano.

I Dolychorhynchops erano spesso prede di mosasauri, come il Tylosaurus, o di squali, come il Cretoxyrhina.

Si ritiene che i Dolychorhynchops vivessero in branchi di cinque o sei individui e attaccassero avventandosi in mezzo ai banchi di Enchodus e/o di Caproberyx, che dovevano costituire il cibo quotidiano di questi animali. la configurazione della mascella, che aveva 30-40 denti appuntiti (non adatti a lacerare la carne, ma solo per afferrare, per cui si ritiene che ingoiassero la preda intera), lascia supporre che si nutrissero di pesci di piccola taglia, che venivano afferrati con i denti inclinando la testa di lato. La ristrettezza del cranio e le mascelle lunghe e sporgenti limitavano la dimensione degli animali di cui potevano nutrirsi. I Dolychorhynchops avevano occhi grandi che li aiutavano a localizzare la preda in acque debolmente illuminate. A parte questo, conosciamo relativamente poco dei loro sensi. Non ci sono prove che avessero orecchie esterne, mentre quelle interne, che assicuravano al Dolychorhynchops il senso dell'equilibrio, dovevano essere ben sviluppate per permettergli di nuotare e cacciare nell'ambiente sottomarino.

## Forma idrodinamica

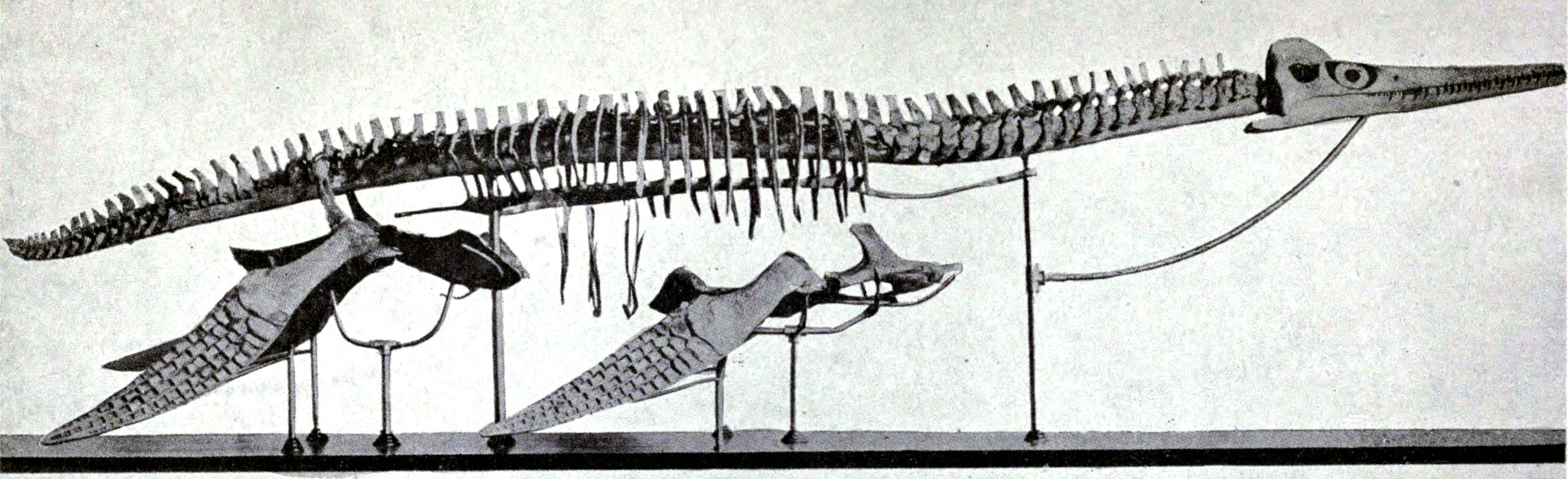
Scheletro di D. osborni.

Tutto lascia intendere che Dolychorhynchops si muovesse nell'acqua usando gli arti come ali di un uccello. In sezione trasversale, gli arti del Dolychorhynchops assomigliano ad ali, con un bordo anteriore spesso, una superficie curva, e un bordo posteriore sottile. Le punte di questi arti forse si flettevano leggermente mentre l'animale nuotava nell'acqua, riducendo la turbolenza. I quattro arti si muovevano insieme per generare la spinta, spostando in avanti il corpo del plesiosauro e permettendogli effettivamente di librarsi nell'acqua e di cambiare direzione o svoltare velocemente.
Dolychorhynchops aveva, molto probabilmente, una pelle liscia e non squamosa. L'animale aveva solamente venti vertebre cervicali. Spalla e cinture pelviche erano connesse alla spina dorsale e servivano da punti di attacco per gli ampi fasci di muscoli con cui muoveva gli arti. Ognuna delle quattro natatoie era costituita da centinaia di ossa che si combinavano a puzzle.

## Nella cultura moderna
Il Dolichorhynchops compare nel film Avventura nella preistoria - I mostri marini, di cui è protagonista una femmina di nome Dolly.